# Флаг Академического (Санкт-Петербург)
Флаг муниципального образования муниципальный округ Академическое в Калининском районе города Санкт-Петербурга Российской Федерации — опознавательно-правовой знак, служащий официальным символом муниципального образования и знаком единства его населения.
Флаг утверждён 12 сентября 2006 года и 31 октября 2006 года внесён в Государственный геральдический регистр Российской Федерации с присвоением регистрационного номера 2456.

## Описание
«Флаг муниципального образования представляет собой прямоугольное полотнище с отношением ширины флага к длине 2 : 3, воспроизводящее композицию герба муниципального образования в красном, белом и жёлтом цветах».
Геральдическое описание герба гласит: «В червлёном (красном) поле серебряная вписанная, сквозная арка, дамасцированная нитевидно чернью сообразно арке. Внутри арки — восседающая золотая Минерва в золотых же шлеме, хитоне, десницей поддерживающая копьё того же металла, а шуйцей опирающаяся на такую же раскрытую книгу».

## Символика
Наименование муниципального образования произошло от расположенной на его территории (на пересечении Гражданского проспекта и проспекта Науки) станции метро «Академическая». Она была создана по проекту архитекторов А. С. Гецкина, В. П. Шуваловой, В. Г. Хильченко и открыта 31 декабря 1975 года. Отличительный символ этой станции — колонны и арки перронного зала, отделанные штампованными профилями из нержавеющей стали (серебряный символ арки на флаге). В свою очередь, станция метро «Академическая» получила своё название в честь Российской Академии наук.
На территории муниципального образования расположены: Центральный научно-исследовательский и проектно-конструкторский институт робототехники и технической кибернетики (ЦНИИ РТК), научно-исследовательский институт травматологии и ортопедии, научно-исследовательский институт постоянного тока, Малый политехнический университет, научный центр прикладной физики, Центр наукоёмкого инжиниринга, Санкт-Петербургский физико-технический научно-образовательный центр РАН, а также высшие учебные заведения — Санкт-Петербургский государственный технический университет, Военная академия связи. Многие улицы округа названы в честь известных русских учёных и их топонимика связана с темой науки — проспект Науки, улица Гидротехников, улица Академика Константинова, улица Вавиловых, улица Академика Байкова, улица Хлопина, улица Обручевых и т. д.
Таким образом, на флаге муниципального образования логично отражена в символической форме тема академической науки. Традиционный символ российской академической науки можно ассоциировать с гербом российской императорской Академии наук — Минервой. Этот знак, фактически являющийся российской академической эмблемой, был составлен в 1735 году и связан с именами видных российских геральдистов — бароном Бекенштейном, бароном И. Корфом, художники — Георг Гзель с супругой. 13 декабря 1735 года императрица Анна Иоанновна начертала на проекте «апробуяца», то есть «утверждается» и с этого времени академический знак вступил в силу. Вторично этот герб был «высочайше утверждён» 3 ноября 1908 года и вновь присвоен императорской Академии наук.
Геральдическое описание (блазон) герба Российской императорской Академии наук (использовавшегося до 1917 года) гласил:
«В червлёном поле щита восседающая на зелёной скале Минерва в серебряных шлеме, хитоне и сандалиях, десницей поддерживающая серебряное же копьё, покоящееся на её правом плече, а шуйцей опирающаяся на овальный щит российского герба. Щит с Минервой сопровождается вверху девизом „HIC TUTA PERENNAT“ — „ЗДЕСЬ БЕЗОПАСНО ПРЕБЫВАЕТ“, начертанным чёрными литерами на серебряной ленте. Щит покоится на груди двуглавого орла, держащего в своих когтях державу и скипетр».
Минерва — древнеримская богиня мудрости, покровительница наук, ремёсел, искусств и мирного труда. С конца III века до н. э. отождествлялась с древнегреческой богиней Афиной. Символ разума, государственной мудрости, считалась покровительницей героев.
Книга — источник знаний, символ образования и учёности. Эмблема просвещения. В европейской эмблематике, а также в международной эмблематике XX века изображается всегда открытой, симметрично расположенной, с совершенно чистыми белыми страницами (что символизирует чистый разум).
Жёлтый цвет (золото) — верховенство, величие, уважение, великолепие.
Белый цвет (серебро) — чистота помыслов, невинность, непрочность, мудрость, мир.
Красный цвет — право, мужество, любовь, храбрость. На территории Военной академии связи расположен памятник В. И. Чапаеву, на территории СПбГТУ — мемориал воинам Великой Отечественной войны — сотрудникам и студентам вуза и мемориал жителям блокадного Ленинграда «Источник жизни», на доме 6 по проспекту Непокорённых установлен медальон-памятник «Блокадный колодец».